# Ploceus batesi
Ploceus batesi е вид птица от семейство Ploceidae. Видът е застрашен от изчезване.

## Разпространение
Видът е разпространен в Камерун.